# Schachen bei Vorau
Schachen bei Vorau (bis 1951 nur Schachen) ist eine Katastralgemeinde und ehemalige Gemeinde im Gerichtsbezirk Fürstenfeld und im politischen Bezirk Hartberg-Fürstenfeld in der Steiermark in Österreich. Seit 1. Jänner 2015 ist sie im Rahmen der steiermärkischen Gemeindestrukturreform mit den Gemeinden Vorau, Puchegg, Riegersberg und Vornholz zusammengeschlossen, die neue Gemeinde führt den Namen „Vorau“ weiter. Die Ortschaft hat 1141 Einwohner (Stand: 1. Jänner 2024).

## Geografie

### Geografische Lage
Schachen bei Vorau liegt im Joglland ca. 13 km nordwestlich der Bezirkshauptstadt Hartberg. Die Katastralgemeinde liegt im Quellgebiet des Weißenbaches, einem Zufluss des Voraubaches, der die Katastralgemeinde entwässert. Der Süden ist geprägt von einigen Erhebungen, von denen der Masenberg mit 1261 m der höchste ist. Im Südwesten ragt das Hintereck (1081 m) heraus.

### Gemeindegliederung
Die Katastralgemeinde Schachen besteht nur aus der gleichnamigen Ortschaft Schachen bei Vorau.

## Geschichte
Die Gemeinde Schachen wurde erstmals im Jahr 885 im Pseudornulfinum erwähnt. Nach einer Urkunde aus dem Jahr 1141 gehörte der größte Teil der Gemeinde dem Erzbischof von Salzburg.
1937 wurde Juliane Frauenthaler in Schachen ermordet; ihr Freund wurde wenig später verhaftet, in Graz zum Tode verurteilt und hingerichtet.
Im Zweiten Weltkrieg war das Gemeindegebiet Schauplatz der Kampfhandlungen zwischen der deutschen Wehrmacht und der Roten Armee. Zunächst fiel Schachen am 15. April 1945, wurde aber zwei Tage später wieder zurückerobert. Über die Schäden während der Kampfhandlungen gibt es keine genauen Angaben.
Seit 1951 hat die Gemeinde Schachen elektrisches Licht, im Jahr 1961 entstand die erste asphaltierte Straße.
Mit 1. Juni 1951 wurde die bis dahin schlicht Schachen genannte Gemeinde auf Schachen bei Vorau umbenannt, gleichzeitig mit der Umbenennung von Schachen im Bezirk Weiz auf Schachen am Römerbach. Mit 1. Jänner 2015 wurde die Gemeinde nach Vorau eingemeindet.

### Bevölkerungsentwicklung

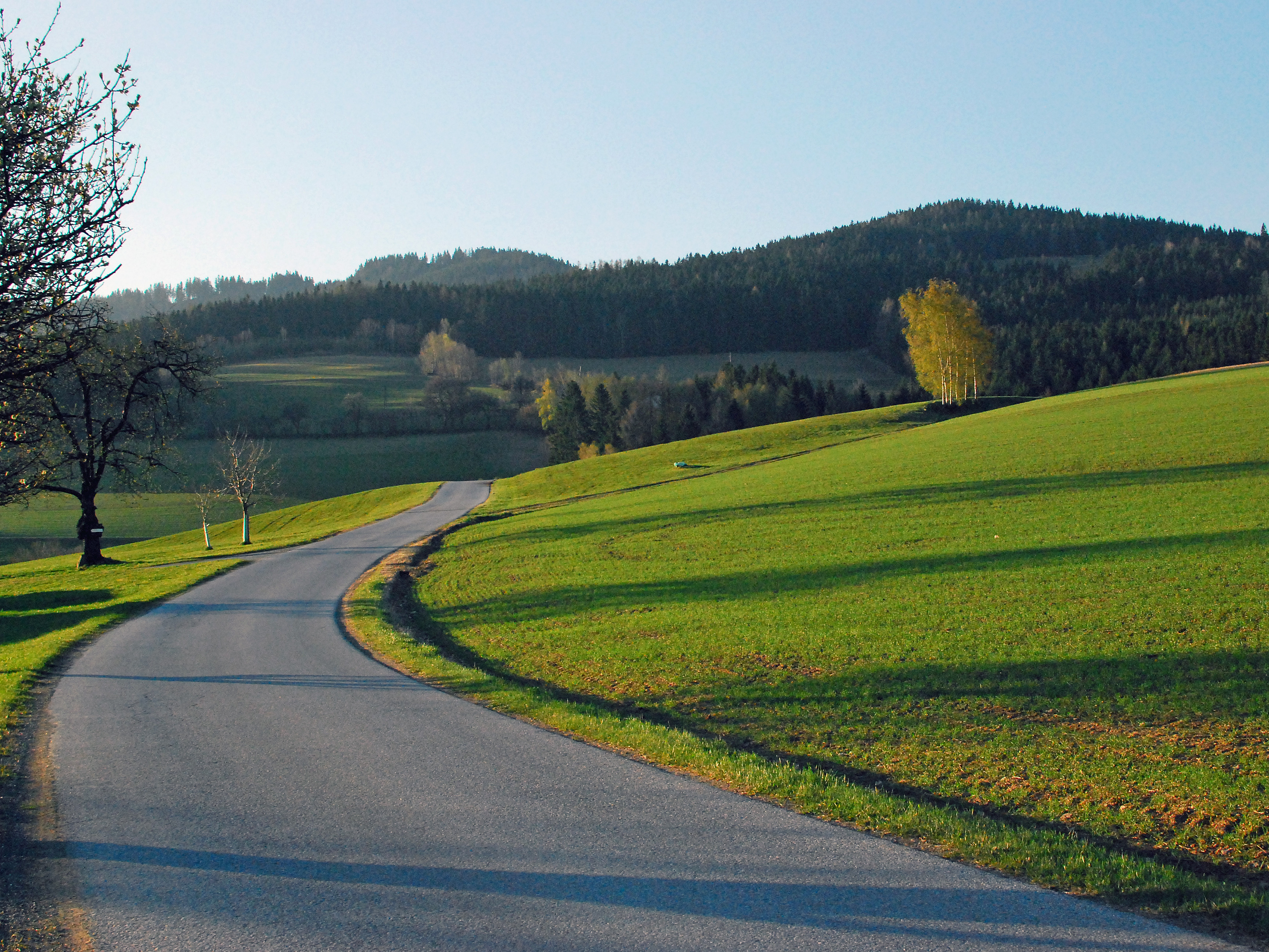
Blick von Schachen auf den Masenberg

## Kultur und Sehenswürdigkeiten

### Sport
Durch ihre hügelige Landschaft bieten sich in Schachen zahlreiche Wandergelegenheiten – insbesondere am Masenberg.
Vor der Klimaänderung gab es auch einen Schilift samt Schischule.
Außerdem verfügt Schachen bei Vorau über einen Tennisplatz und zwei Reitplätze.

## Wirtschaft und Infrastruktur

### Verkehr
Schachen bei Vorau liegt abseits der Hauptverkehrsstraßen. Die Landesstraße von Vorau nach Birkfeld verläuft entlang der nördlichen Katastralgemeindegrenze. Die Weizer Straße B 72 von Weiz nach Krieglach ist ca. 19 km entfernt, die Wechsel Straße B 54 von Wiener Neustadt nach Hartberg ca. 18 km.
Die Ortschaft ist nicht an das Eisenbahnnetz angeschlossen. Im Umkreis von zehn Kilometern befindet sich kein Bahnhof.

## Politik

### Gemeinderat
Die letzten Gemeinderatswahlen brachten die folgenden Ergebnisse:
| Partei          | 2010 | 2010 | 2010 | 2005 | 2005 | 2005 | 2000 | 2000 | 2000 | 1995 | 1995 | 1995 | 1990 | 1990 | 1990 |
| Partei          | Sti. | %    | M.   | Sti. | %    | M.   | Sti. | %    | M.   | Sti. | %    | M.   | Sti. | %    | M.   |
| --------------- | ---- | ---- | ---- | ---- | ---- | ---- | ---- | ---- | ---- | ---- | ---- | ---- | ---- | ---- | ---- |
| ÖVP             | 694  | 74   | 12   | 709  | 77   | 12   | 578  | 68   | 11   | 548  | 68   | 11   | 622  | 78   | 12   |
| SPÖ             | 100  | 11   | 1    | 119  | 13   | 2    | 121  | 14   | 2    | 133  | 17   | 2    | 171  | 22   | 3    |
| FPÖ             | 141  | 15   | 2    | 92   | 10   | 1    | 103  | 12   | 2    | 122  | 15   | 2    |      |      |      |
| Liste Schachen  |      |      |      |      |      |      | 48   | 6    | 0    |      |      |      |      |      |      |
| Wahlbeteiligung | 92 % | 92 % | 92 % | 90 % | 90 % | 90 % | 90 % | 90 % | 90 % | 90 % | 90 % | 90 % | 93 % | 93 % | 93 % |

### Bürgermeister
Letzter Bürgermeister war Patriz Rechberger (ÖVP), letzter Vizebürgermeister war Johann Faustmann (ÖVP).

### Wappen
Mit Wirkung vom 1. November 1989 wurde der Gemeinde von der Steiermärkischen Landesregierung das Recht auf Führung eines eigenen Wappens verliehen.

Blasonierung: „Im roten mit silbernen Tannenzweigen seitlich und unten belegten Schild silbern ein in das Schildhaupt wachsender, von zwei auswärts gebogenen, beblätterten Ähren besaiteter Krummstab.“

## Persönlichkeiten

### Ehrenbürger
- 1963: Gilbert Prenner (1914–1996), Augustiner-Chorherr, Propst des Stiftes Vorau 1953–1970[4]
- 1976: Anton Peltzmann (1920–2000), Landesrat[5]
- 1999: Rupert Kroisleitner (* 1939), Augustiner-Chorherr, Propst des Stiftes Vorau 1970–2000[6]

### Söhne und Töchter der Gemeinde
- Barbara Sicharter (1829–1905), katholische Ordensgründerin, gründete in Schachen den Orden der „Blauen Schwestern“
- Anton Kogler (* 1961), Politiker (FPÖ)
- Ferdinand Feldhofer (* 1979), ehemaliger österreichischer Fußball-Nationalteamspieler